# Herochroma xuthopletes
Herochroma xuthopletes är en fjärilsart som beskrevs av Louis Beethoven Prout 1932. Herochroma xuthopletes ingår i släktet Herochroma och familjen mätare. Inga underarter finns listade i Catalogue of Life.